# Monroe (Nebraska)
Monroe es una villa ubicada en el condado de Platte, Nebraska, Estados Unidos. Según el censo de 2020, tiene una población de 296 habitantes.

## Geografía
La localidad está ubicada en las coordenadas 41°28′27″N 97°35′57″O / 41.47417, -97.59917 (41.474054, -97.599088). Según la Oficina del Censo de los Estados Unidos, Monroe tiene una superficie de 0.51 km², correspondientes en su totalidad a tierra firme.

## Demografía
Según el censo de 2020, hay 296 personas residiendo en Monroe. La densidad de población es de 580.39 hab./km². El 91.89% de los habitantes son blancos, el 1.01% son afroamericanos, el 0.34% es asiático, el 1.35% son de otras razas y el 5.41% son de una mezcla de razas. Del total de la población, el 1.69% son hispanos o latinos de cualquier raza.